# Inteligentny pył
Inteligentny pył (ang. smartdust) – system wielu mikroukładów elektromechanicznych (MEMS), takich jak czujniki, roboty lub inne urządzenia, które są wrażliwe na czynniki: światło, temperaturę, wibracje, magnetyzm czy chemikalia. Zwykle są obsługiwane w sieci komputerowej bezprzewodowo i są rozmieszczone na pewnym obszarze w celu wykonywania zadań. Zwykle działają w oparciu o rozpoznanie częstotliwości radiowej. Bez anteny o znacznie większych rozmiarach zasięg urządzeń Inteligentnego pyłu mierzony jest w milimetrach, mogą być podatne na zakłócenia elektromagnetyczne i zniszczenie w wyniku ekspozycji na mikrofale.

## Początki koncepcji
Pomysły na inteligentny pył pojawiły się na warsztatach w RAND w 1992 roku i wynikły z serii badań DARPA ISAT w połowie lat 90., które prowadzono ze względu na potencjalne zastosowania tej technologii w wojsku. Na prace duży wpływ wywarły badania na UCLA i University of Michigan w tym okresie, a także autorzy science fiction Stanisław Lem (w powieściach Niezwyciężony w 1964 i Pokój na ziemi w 1985), Neal Stephenson i Vernor Vinge. Pierwsza publiczna prezentacja koncepcji o tej nazwie miała miejsce na spotkaniu American Vacuum Society w Anaheim w 1996 roku.
Propozycja badań nad Inteligentnym pyłem została przedstawiona DARPA. Napisali ją Kristofer S. J. Pister, Joe Kahn i Bernhard Boser, wszyscy z Uniwersytetu Kalifornijskiego w Berkeley, w 1997 roku. Propozycja konstrukcji bezprzewodowych węzłów czujnikowych o objętości jednego milimetra sześciennego została wybrana do sfinansowania w 1998 roku. Projekt doprowadził do powstania działającego węzła czujnikowego mniejszego niż ziarnko ryżu, a większe urządzenia „COTS Dust” zapoczątkowały prace TinyOS w Berkeley.
Koncepcja została później rozszerzona przez Krisa Pistera w 2001 roku. Niedawna recenzja omawia różne techniki przeniesienia Inteligentnego pyłu z wymiarów milimetrowych do poziomu mikrometrów.
Ultra-Fast Systems, będące częścią Centrum Badań Nanoelektroniki na Uniwersytecie w Glasgow, jest założycielem i członkiem dużego międzynarodowego konsorcjum, które opracowuje pokrewną koncepcję: smart specks.
Smart Dust wszedł do Cyklu Popularności Gartnera dotyczącego nowych technologii w 2003 r. i powrócił w 2013 r. jako najbardziej spekulatywny temat.
W 2022 r. artykuł Nature napisany przez Shyamnatha Gollakotę, Vikrama Iyera, Hansa Gaensbauera i Thomasa Daniela, wszystkich z Uniwersytetu Waszyngtońskiego, przedstawił małe, lekkie, programowalne, bezprzewodowe czujniki bez baterii, które można rozproszyć na wietrze. Urządzenia te zostały zainspirowane nasionami mniszka lekarskiego, które mogą podróżować nawet na kilometr w suchych, wietrznych i ciepłych warunkach.

## Przykłady zastosowania
Firma Dust Networks rozpoczęła projekt badający zastosowanie Inteligentnego pyłu, który obejmował:
- Sieci czujników związanych z obronnością, z np. obserwacją pola bitwy, monitorowaniem przestrzegania tzw. prawa wojennego, monitorowanie transportu i namierzanie taktycznych pocisków balistycznych.
- Czujniki wirtualnej klawiatury: dzięki przymocowaniu miniaturowych pilotów do wszystkich paznokci akcelerometry mogą  wykrywać orientację i ruch każdego czubka palca i przekazywać te dane do komputera w zegarku na ręce.
- Kontrola zapasów: poprzez umieszczenie miniaturowych czujników na każdym obiekcie w systemie magazynowym (opakowanie produktu, karton, paleta, magazyn samochodów ciężarowych, internet), każdy element może „rozmawiać” z kolejnym elementem w systemie. To przekształciło się w dzisiejsze systemy kontroli zapasów RFID.
- Monitorowanie jakości produktów: monitorowanie temperatury i wilgotności łatwo psujących się produktów, takich jak mięso i nabiał.
- Monitorowanie uderzeń, wibracji i temperatury elektroniki użytkowej w celu analizy awarii i zdobycia informacji diagnostycznych, np. monitorowanie wibracji łożysk w celu wykrycia częstotliwości, które mogą wskazywać na zbliżanie się awarii.
- Eksploracja kosmosu: zdalne badanie warunków atmosferycznych na planetach[9].